# Masáž prostaty

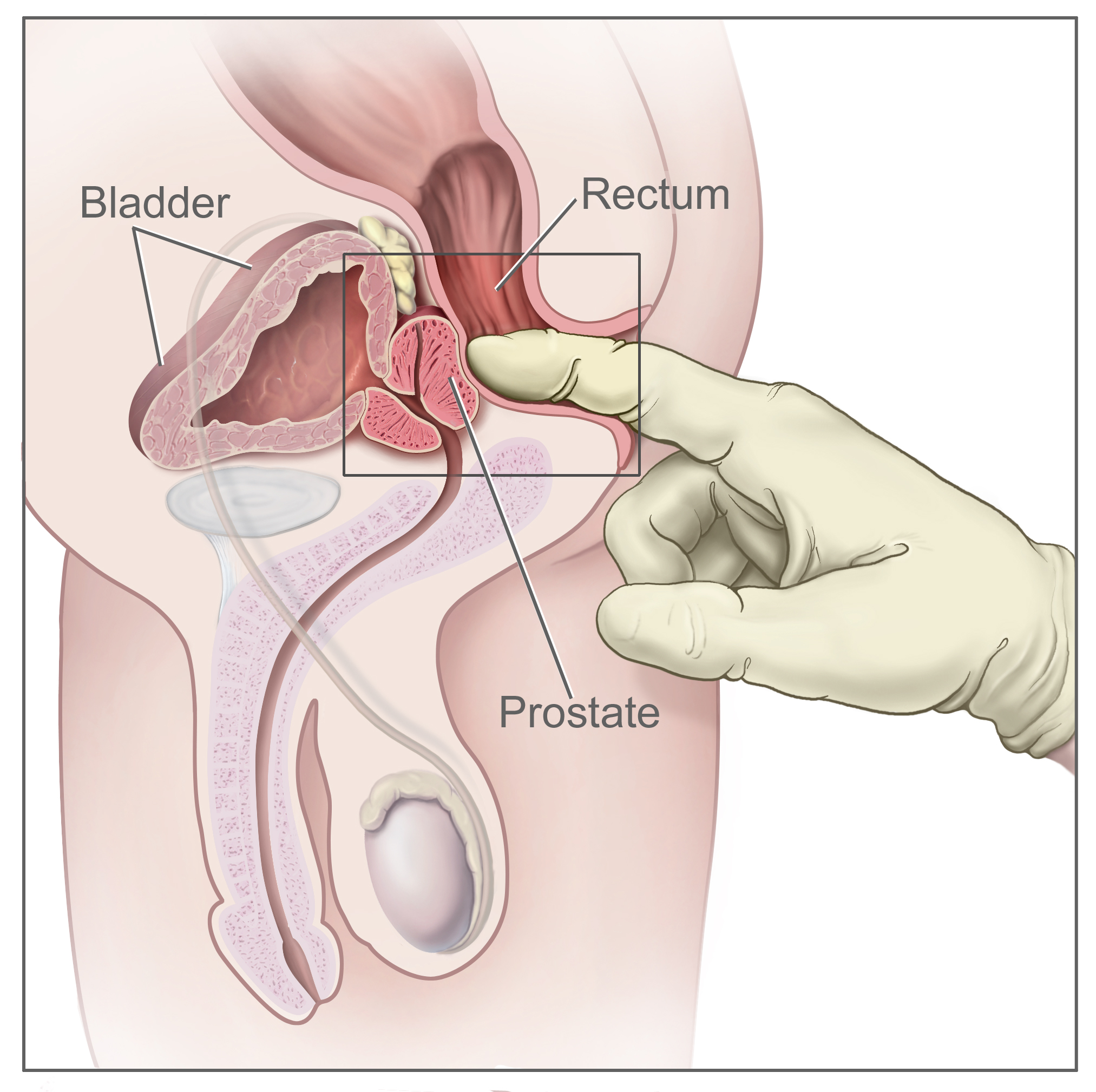
Znázornění lékařského vyšetření prostaty (příčný řez)

Masáž prostaty je masáž či stimulace mužské předstojné žlázy, jinak též prostaty, a to buď z diagnostických důvodů nebo pro sexuální potěšení. V druhém zmíněném kontextu se označuje jako bod P nebo mužský bod G.
Prostata je součástí mužského sexuálního reakčního cyklu a důležitým přispěvatelem k orgasmu. Díky tomu, že se nachází blízko rekta, lze prostatu dráždit ručně. Její sekret je součástí ejakulátu při orgasmu.

## Masáž prostaty v medicíně
Masáž prostaty je součástí rektálního vyšetření při diagnostikování zánětu prostaty, nebo karcinomu prostaty a k získání sekretů prostaty k následné kultivaci k rozlišení specifického, nebo nespecifického zánětu prostaty, nebo k přímému vyšetření pod mikroskopem.
Několik lékařů se v 90. letech 20. století pokoušelo pomocí masáže prostaty a antibiotik léčit chronickou bakteriální prostatitidu a benigní hyperplazii prostaty. Novější výzkumy ukázaly, že masáž prostaty má doplňkové místo při léčbě antibiotiky, zlepšuje prokrvení prostaty a tím i účinnost antibiotik. Léčivý účinek masáže prostaty se projeví jen, když je prováděna opakovaně (tj. 2-3× týdně v akutní fázi, později 1× týdně). Při akutní prostatitidě se však, pro riziko vzniku bakteriémie, nedoporučuje. Masáž prostaty může být při rakovině prostaty nebezpečná.

## Masáž prostaty v sexu
Prostata je označována za mužský bod G. Při masáži lze přistoupit buď k její vnější stimulaci přes hráz či k vnitřní přes řitní otvor. Vlastní masáž se v angličtině označuje expresivním výrazem milking, což doslova znamená „dojení“. Při masáži dochází alespoň k částečnému vyprázdnění prostatických žlázek. Sekret je téměř čirý, vazký s mléčně opalizujícím nádechem. Pro mnoho mužů je její dráždění sexuálně stimulující. Pro objasnění je třeba si připomenout, že v první fázi orgasmu dochází k vystříknutí produktu semenných váčků přes ducta na přední stěnu močové trubice v prostatě a to následně reflexně spouští stahy prostaty a svalů močové trubice. Většině z mužů, kteří mají masáž prostaty v oblibě, však slouží pouze jako doplněk k běžné masturbaci. Při intenzivní stimulaci prostaty může nicméně dojít k orgasmu i zcela bez stimulace penisu. V praxi je běžné, že může dojít ke ztrátě erekce v důsledku průniku řitním otvorem. K orgasmu může dojít i bez ejakulace, případně je ejakulovaná pouze prostatická tekutina v různém množství. V běžném ejakulátu tvoří asi 15 - 30 % objemu. V rámci různých BDSM praktik se provozuje i tzv. „milking“; kde se využívá elektrické stimulace. Mezi homosexuály je masáž prostaty rozšířenější než mezi heterosexuály, jelikož hraje toto dráždění ve vzájemném análním sexu významnou roli (stimulace penisem při análním průniku).
Masáž prostaty může být vzrušující i pro některé ženy, které masáž partnerovi poskytují.
K masáži prostaty lze použít i speciální erotické pomůcky, které mohou být vibrační i nevibrační.

## Rizika
Vhodnou ochrannou pomůckou při masáži prostaty jsou latexové rukavice na jedno použití.